# Alpaida acuta
Alpaida acuta este o specie de păianjeni din genul Alpaida, familia Araneidae. A fost descrisă pentru prima dată de Keyserling, 1865. Conform Catalogue of Life specia Alpaida acuta nu are subspecii cunoscute.